# Brain Drill
I Brain Drill sono una band technical death metal statunitense, formatasi a Ben Lomond, in California nel 2005.

## Storia
Inizialmente, i Brain Drill erano un side-project: furono formati nel 2005 da Dylan Ruskin dopo l'abbandono della sua band principale Burn at the Stake. Dylan incominciò a cercare un batterista, trovando Marco Pitruzzella  (precedente batterista di Vile, Vital Remains, The Faceless e altre band metal). Dopo qualche mese di jam session, il cantante Steve Rathjen si unì alla band. Il trio entrò nel Castel Ultimate Studios con il produttore Zach Ohren dove registrarono l'EP The Parasites. Nel frattempo, Rathjen lasciò la band e fu rimpiazzato dell'ex cantante dei Dead Syndicate Andre Cornejo. L'ex bassista dei Vile Jeff Hughell si unì alla band come nuovo membro permanente, e Rathjen rientrò nella band dopo l'uscita di Cornejo.
In un'intervista del 2007, il bassista dei Cannibal Corpse raccomandò i Brain Drill all'etichetta Metal Blade, che approvò la band un anno dopo. La band rientrò a Caste Ultimate Studios con il produttore Zack Ohren, questa volta per lavorare sul loro album di debutto per intero, registrato nell'agosto del 2007.
Dopo la pubblicazione di Apocalyptic Feasting, i membri Marco Pitruzzella e Jeff Hughell lasciarono la band per motivi dovuti a complicazioni durante il tour. Basandosi su una deposizione del chitarrista Dylan Ruskin che postò sulla pagina di Myspace del gruppo, si sparse la voce che i Brain Drill si fossero divisi. Subito dopo le dicerie furono negate, e la band incominciò a cercare nuovi batteristi e bassisti. Dopo aver trovato due nuovi membri (Ivan Munguia al basso e Ron Casey alla batteria), il gruppo pubblicò il secondo album Quantum Catastrophe.

## Membri

### Membri attuali
- Dylan Ruskin – chitarra (2005–presente)
- Steve Rathjen – voce (2006–presente)
- Joe Bondra – batteria (2008–presente)
- Ivan Munguia – basso (2008–presente)

### Membri precedenti
- Marco Pitruzzella – batteria (2005–2008)
- Andre Cornejo – voce (2006)
- Jeff Hughell – basso (2006–2008)

## Discografia
- 2006 - The Parasites (EP)
- 2008 - Apocalyptic Feasting
- 2010 - Quantum Catastrophe
- 2016 - Boundless Obscenity